# INNAX
INNAX is een Nederlands advies- en ingenieursbureau, opgericht in 1992 onder de naam Cycle Systems. Het bedrijf richt zich op het verduurzamen van woningen, gebouwen en gebieden. Het hoofdkantoor is gevestigd in Veenendaal, met aanvullende vestigingen in Heerenveen, Baarn en Tilburg en Den Haag.

## Geschiedenis
Cycle Systems werd in 1992 opgericht. Het bedrijf begon met een focus op circulariteit, waarbij afvalstromen werden gescheiden om duurzaamheid te bevorderen. Langzaam verschoof de aandacht naar energiestromen en energiebesparing, waarbij techniek, organisatie en gedragsverandering werden gecombineerd om efficiënter energieverbruik te realiseren. In de daaropvolgende jaren breidde INNAX haar diensten uit.
De invoering van het verplichte energielabel zorgde voor een sterke groei van het bedrijf. Daardoor was het mogelijk om energiemeetbedrijf Infra XS, installatietechnisch bureau Intechno, EPA-adviesbureau Expex en KEM duurzame energie over te nemen. 

### Internationale uitbreiding (2008-2013)
In 2008 transformeerde het bedrijf van een verzameling losse bedrijfsonderdelen naar één organisatie onder de naam INNAX met vestigingen in Nederland, Duitsland en Frankrijk. De bedrijfsactiviteiten in Frankrijk verliepen aanvankelijk succesvol, terwijl de operaties in Duitsland na een positieve start te maken kregen met fraudeproblemen. Dit leidde tot aanzienlijke financiële uitdagingen voor het bedrijf. Om financieel te overleven, zag INNAX zich genoodzaakt zijn gezonde activiteiten in Frankrijk te verkopen. Daarnaast werd netbeheerder Alliander in 2013 aandeelhouder om het bedrijf te ondersteunen tijdens deze periode. Na deze ervaringen besloot INNAX zich volledig te richten op de Nederlandse markt.

### Uitbreiding en digitalisering (2019-heden)
Als reactie op de uitdagingen van het Klimaatakkoord van Parijs in de gebouwde omgeving, heeft een reeks van strategische overnames plaatsgevonden. De organisatie nam ingenieursbureaus Technion en De Installatiedesk over, voornamelijk gedreven door het tekort aan gekwalificeerd personeel dat nodig was om aan de groeiende vraag naar verduurzaming te voldoen. Onderzoek wees uit dat vastgoedeigenaren vooral terughoudend waren met verduurzaming vanwege gebrek aan inzicht in kosten en werkzaamheden. Als antwoord hierop nam INNAX de Energy Navigator over, waarmee de organisatie haar capaciteiten op het gebied van gebouwdata-analyse versterkte. In jaren daarna werden ook adviesbureau Duinwijck(2022), KPMS Bouwadvies(2024) en Halmos Adviseurs(2024) aan de organisatie toegevoegd, wat de capaciteit verder uitbreidde.

## Projecten
Enkele opmerkelijke projecten van INNAX zijn: 
- Verduurzaming van het hoofdkantoor van Liander in Duiven[19][20].
- Gasloos zwembad & sportcentrum in Vianen[21].
- De Spakler in het Amstelkwartier in Amsterdam[22].
- De proeftuin aardgasvrij in het dorp Nagele[23].
- Dakenstroom Duurzaam Wonen in Waalwijk[24][25].
- Lokale participatie mogelijk maken zonnepark Lanakerveld[26].

## Partnerschappen en erkenningen

### Partnerschappen
ABN AMRO Sustainable Impact Fund: Neemt het belang over van Alliander om verdere verduurzaming van gebouwen te bevorderen.
Dutch Green Building Council: Als Paris Proof Partner draagt INNAX bij aan het realiseren van energie-neutrale gebouwen volgens de doelen van het Parijsakkoord.
Stichting Huurdakrevolutie: INNAX is mede-initiatiefnemer van de stichting.
Triodos en Greenchoice: voor versterking lokale energiecoöperaties.

### Erkenningen
- NRP Gulden Feniks - Project Nijkleaster-Westerhûs[36]